# Kazuhiro Satō (Fußballspieler)
Kazuhiro Satō (jap. 佐藤 和弘, Satō Kazuhiro; * 28. September 1990 in Tajimi, Präfektur Gifu) ist ein japanischer Fußballspieler.

## Karriere
Kazuhiro Satō erlernte das Fußballspielen in der Jugendmannschaft von Tajimi FC Esuferso und Júbilo Iwata, der Schulmannschaft der Tajimi Ritsu Hokuryo High School sowie in der Universitätsmannschaft der Chūkyō-Universität. Seinen ersten Profivertrag unterschrieb er 2013 bei Zweigen Kanazawa in Kanazawa. 2014 wurde er mit dem Club Meister der J3 League und stieg in die zweite Liga auf. 2016 wechselte er zum Ligakonkurrenten Mito Hollyhock. Mit dem Club aus Mito absolvierte er bis 2017 siebzig Spiele in der zweiten Liga. Ventforet Kofu, ebenfalls in Zweitligist, aus Kōfu nahm ihn 2018 zwei Jahre unter Vertrag. Für Kōfu absolvierte er 65 Zweitligaspiele. 2020 unterschrieb er einen Vertrag beim Erstligisten Ōita Trinita in Ōita. Von Oktober 2020 bis Saisonende wurde er an den Zweitligisten Matsumoto Yamaga FC ausgeliehen. Mit dem Verein aus Matsumoto spielte er 17-mal in der zweiten Liga. Nach Ende der Ausleihe wurde er von Matsumoto im Januar 2021 fest unter Vertrag genommen. Nach Ende der Saison 2021 belegte er mit dem Verein den letzten Tabellenplatz und musste in die dritte Liga absteigen. Mit dem Verein spielte er noch ein Jahr in der dritten Liga. Zu Beginn der Saison 2023 nahm ihn der Zweitligist Ventforet Kofu unter Vertrag.

## Erfolge
Zweigen Kanazawa
- Japanischer Drittligameister: 2014  ▲